# Chichicastenango
Chichicastenango (prononcé tchitchicastenango), aussi connu sous le nom de Santo Tomás Chichicastenango, est une ville du département du Quiché du Guatemala. Chichicastenango est le siège municipal pour la municipalité du même nom.

## Histoire
Elle est célèbre pour sa culture traditionnelle amérindienne Maya. Le nom de la ville vient du mot nahuatl que les soldats des conquistadors espagnols, basés à Tlaxcala, utilisaient : Tzitzicaztenanco, ou « Ville d'orties ».

## Geographie
Elle est située dans les montagnes, à une hauteur de 1 965 m, et à environ 140 km au nord-ouest de la capitale du pays, l'homonyme Guatemala.

## Culture et artisanat
Elle est très connue pour son marché, tenu deux fois par semaine, les dimanches et jeudis. Elle a longtemps été l'un des centres de commerce les plus importants de toute la région maya. Les vendeurs ne sont pas seulement de l'ethnie Quiché, originaires de la région, mais aussi de partout au Guatemala. Ils représentent beaucoup des groupes linguistiques et ethniques du pays, dont les Mam, Ixil et Cakchiquel. Ils vendent de la poterie, de l'ébénisterie, des condiments, des plantes utiles pour la médecine, des bougies, du pom et du copal (des encens traditionnels), de l'hydroxyde de calcium (utilisé dans la cuisson des tortillas), des meules, des animaux (cochons, poules...), des machettes et d'autres outils. Le centre du marché abrite des comedores, des petits stands qui vendent des plats typiques de la région. Toutefois, les produits les plus célèbres du marché de Chichicastenango sont les blouses brodées, appelées huipils, portées par les femmes, et les masques utilisés par les danseurs traditionnels.

## Lieux de culte
Chichicastenango abrite aussi l'église de Santo Tomás (saint Thomas), vieille de 400 ans et située à côté de la place du marché. Commençant avec une plateforme précolombienne, les escaliers, qui menaient autrefois à un temple maya, sont encore vénérés. Il y a une marche pour chaque mois du calendrier maya, soit 18 au total. Des chamans utilisent encore l'église pour leurs rituels, dans un syncrétisme des rites mayas et du catholicisme romain, en y allumant des bougies et de l'encens et en faisant parfois des sacrifices d'animaux. Une des manifestations les plus importantes de ce syncrétisme est la procession du Vendredi saint, pendant laquelle sont représentés, sous les noms de saints chrétiens, les principales figures de la mythologie maya.

## Galerie d'images

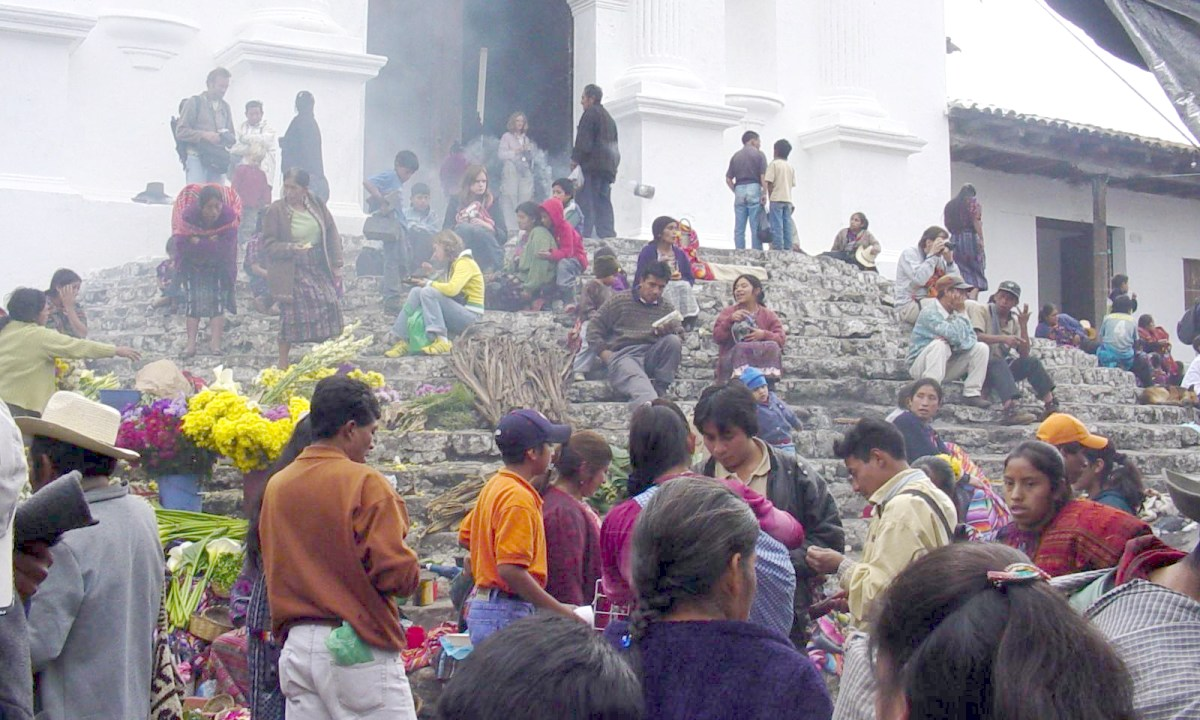
Marches de l'église de Santo Tomás
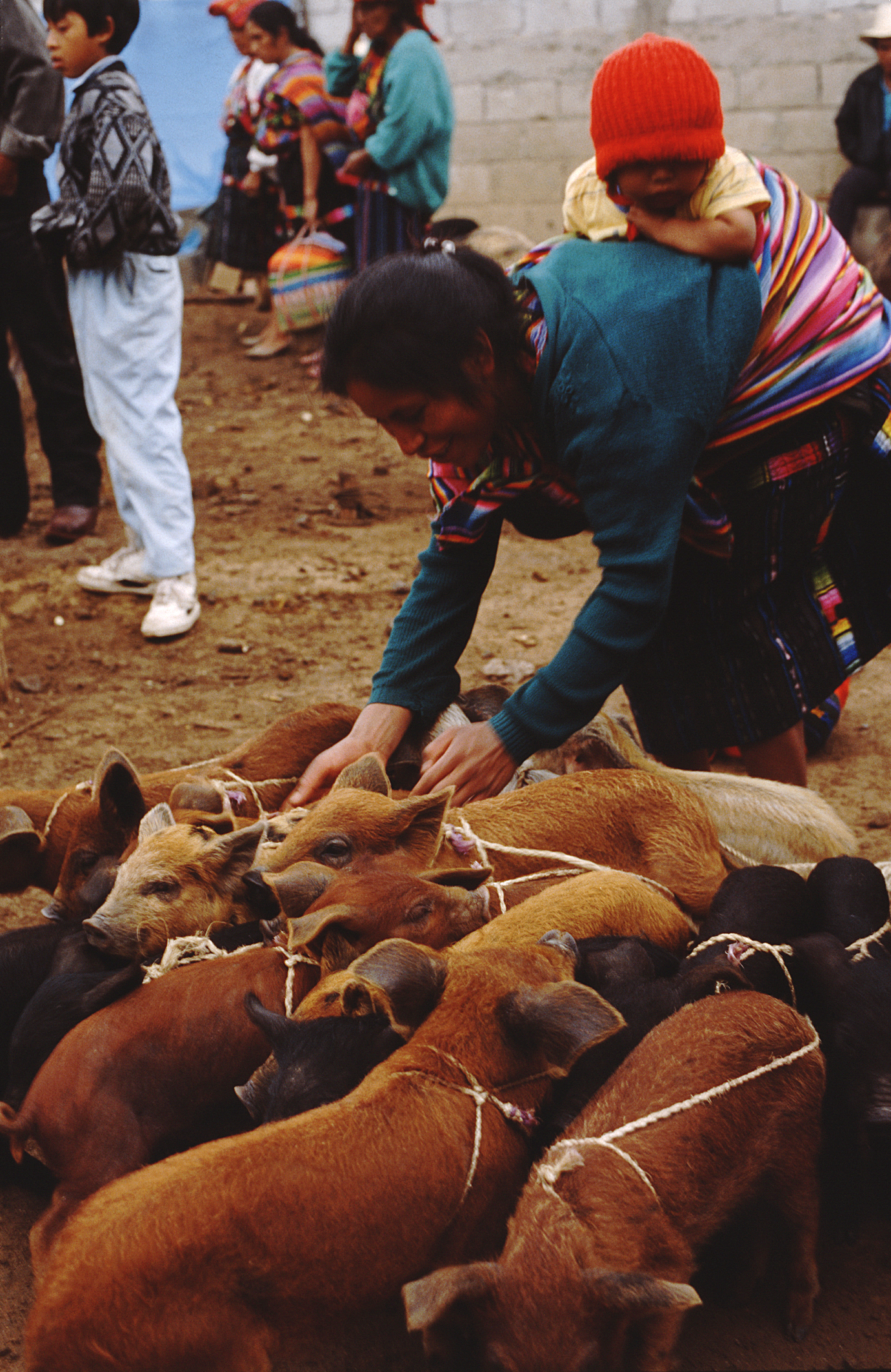
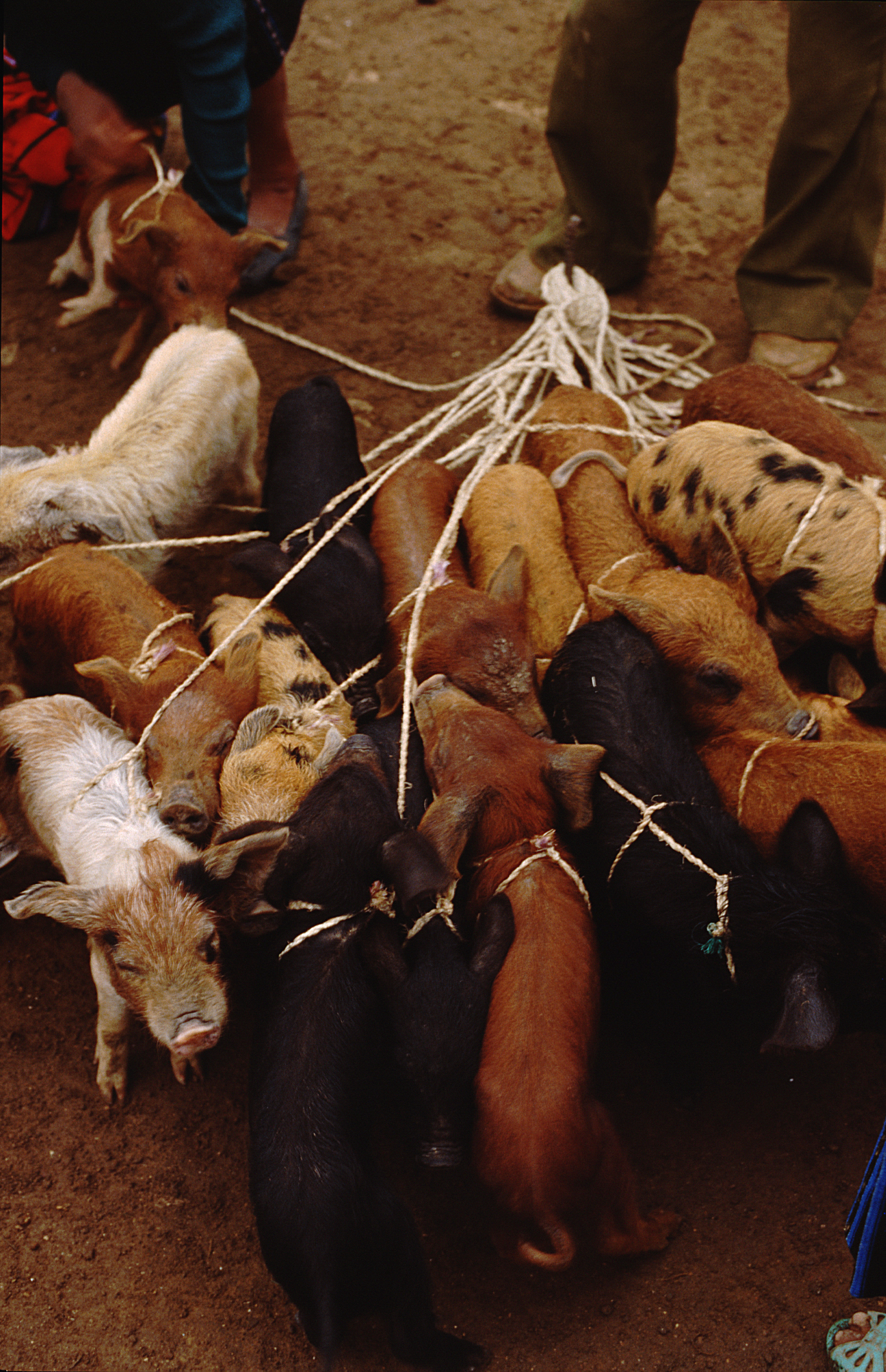
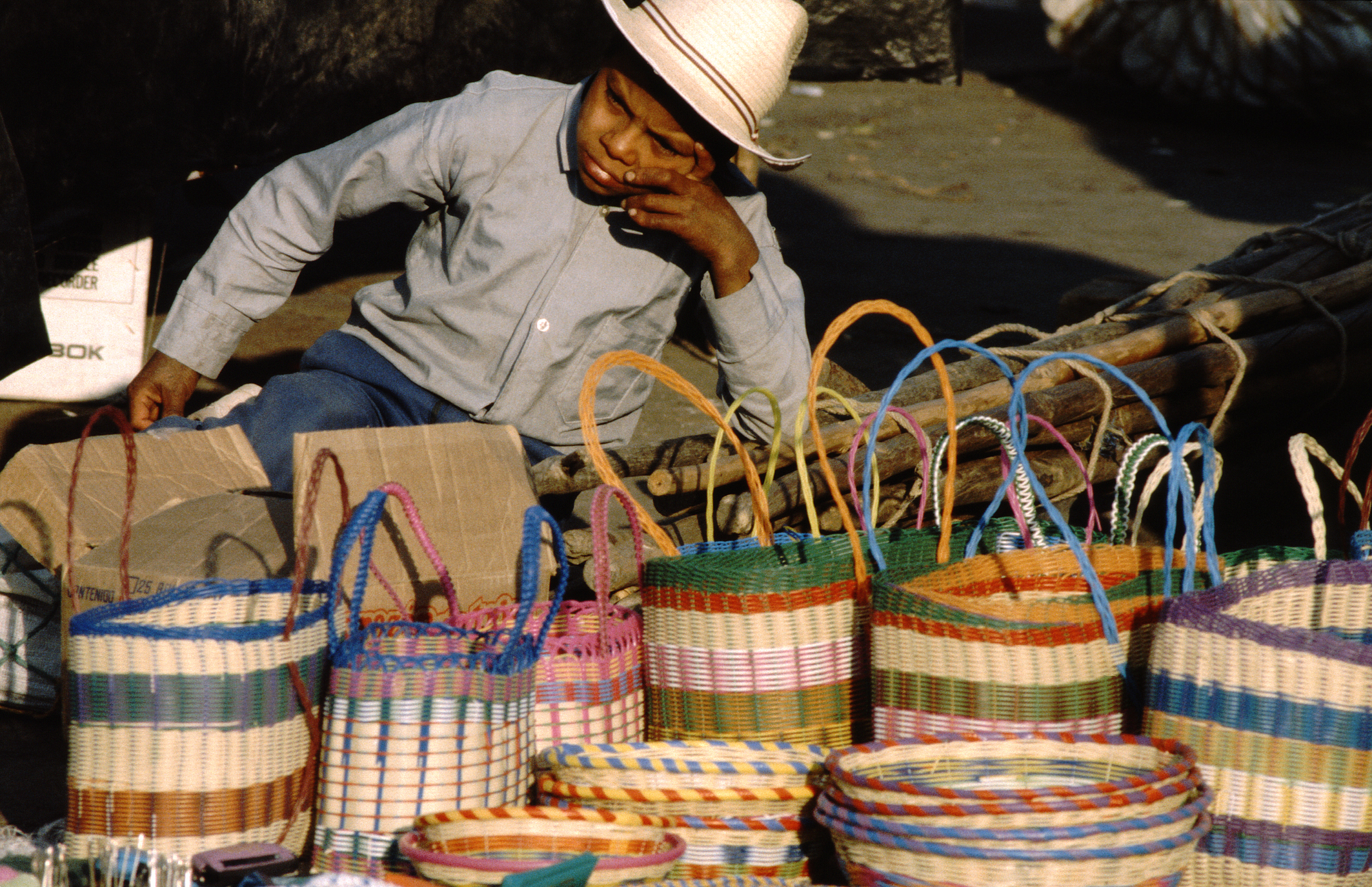
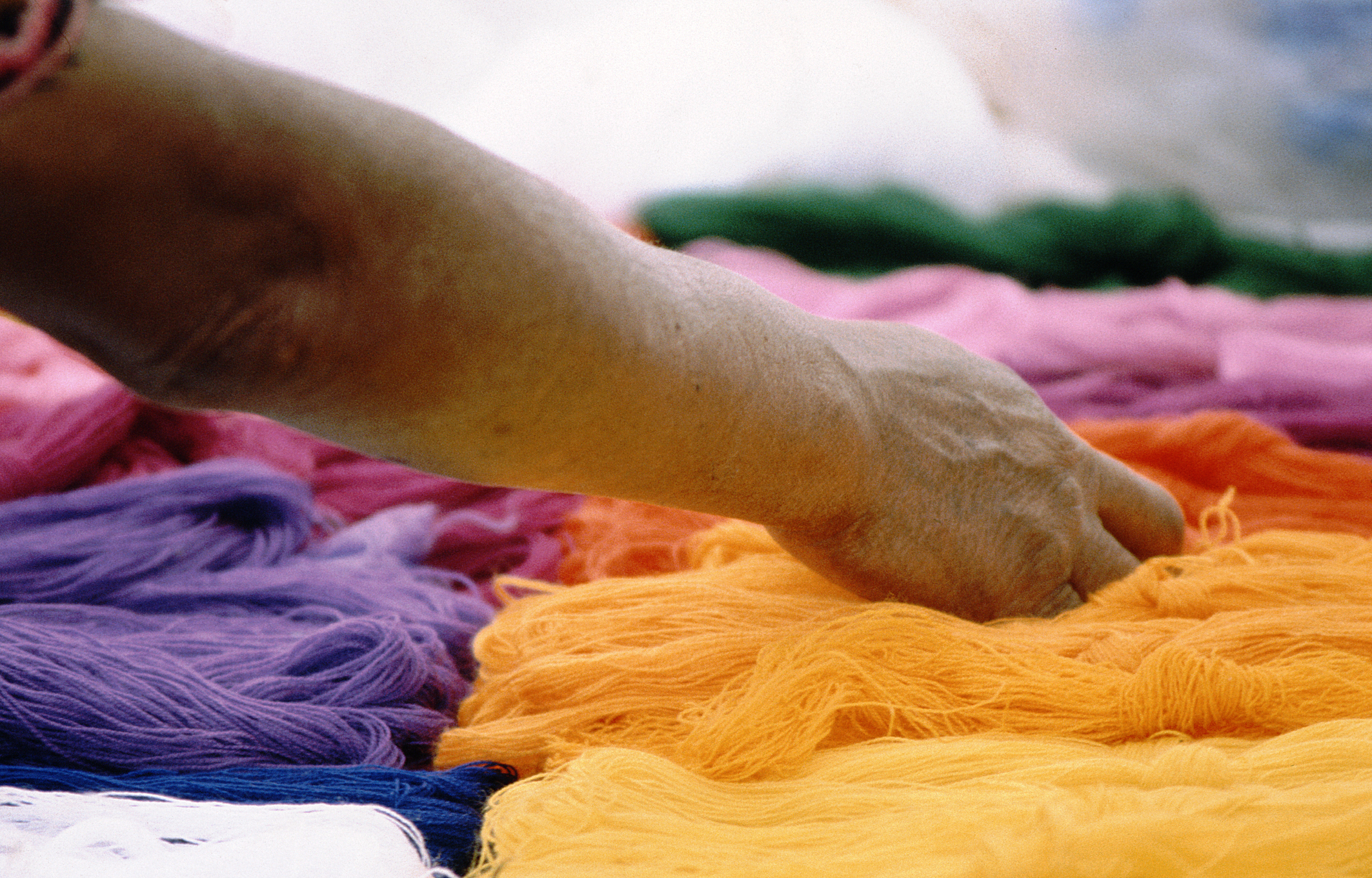
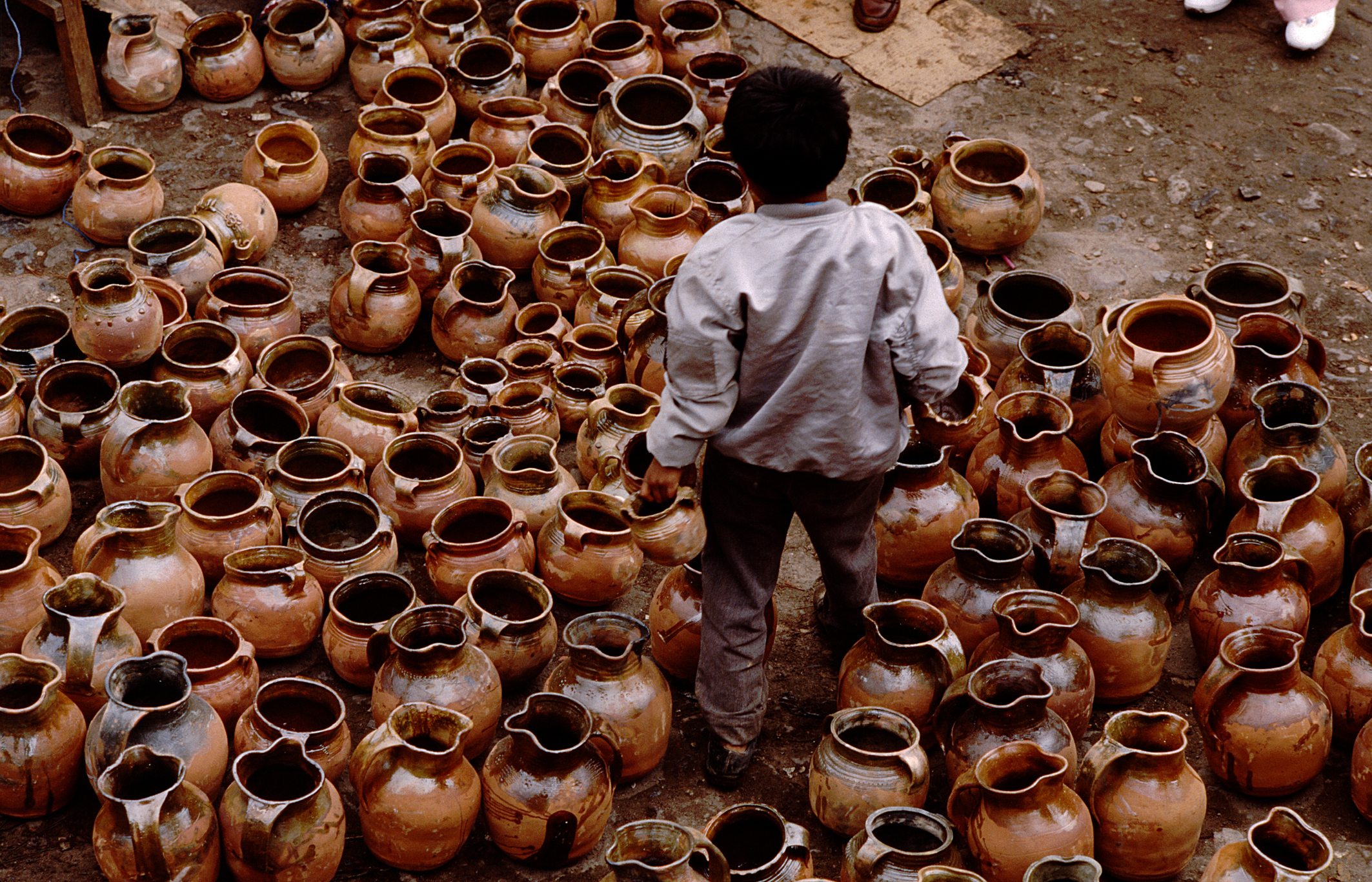
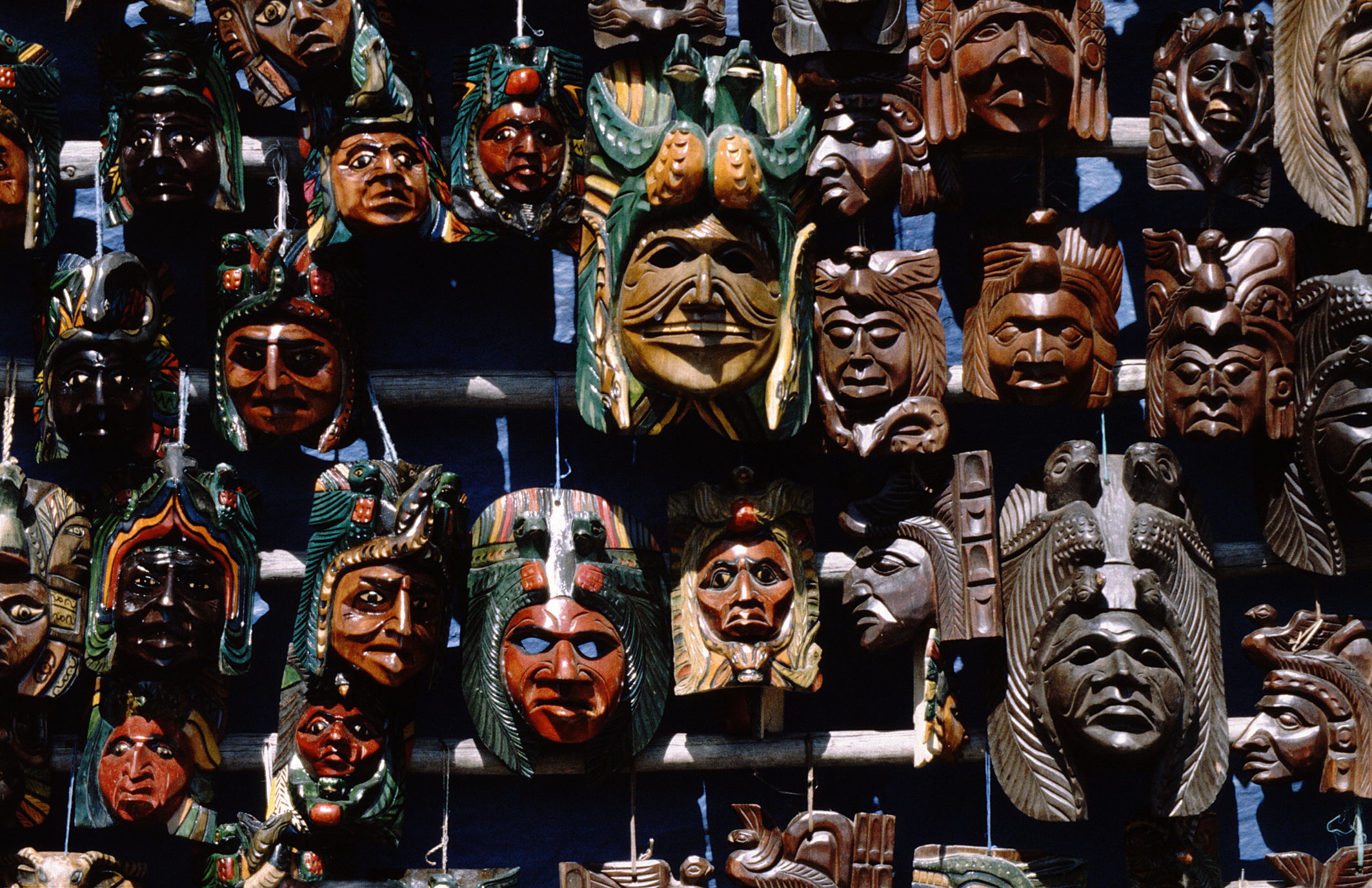
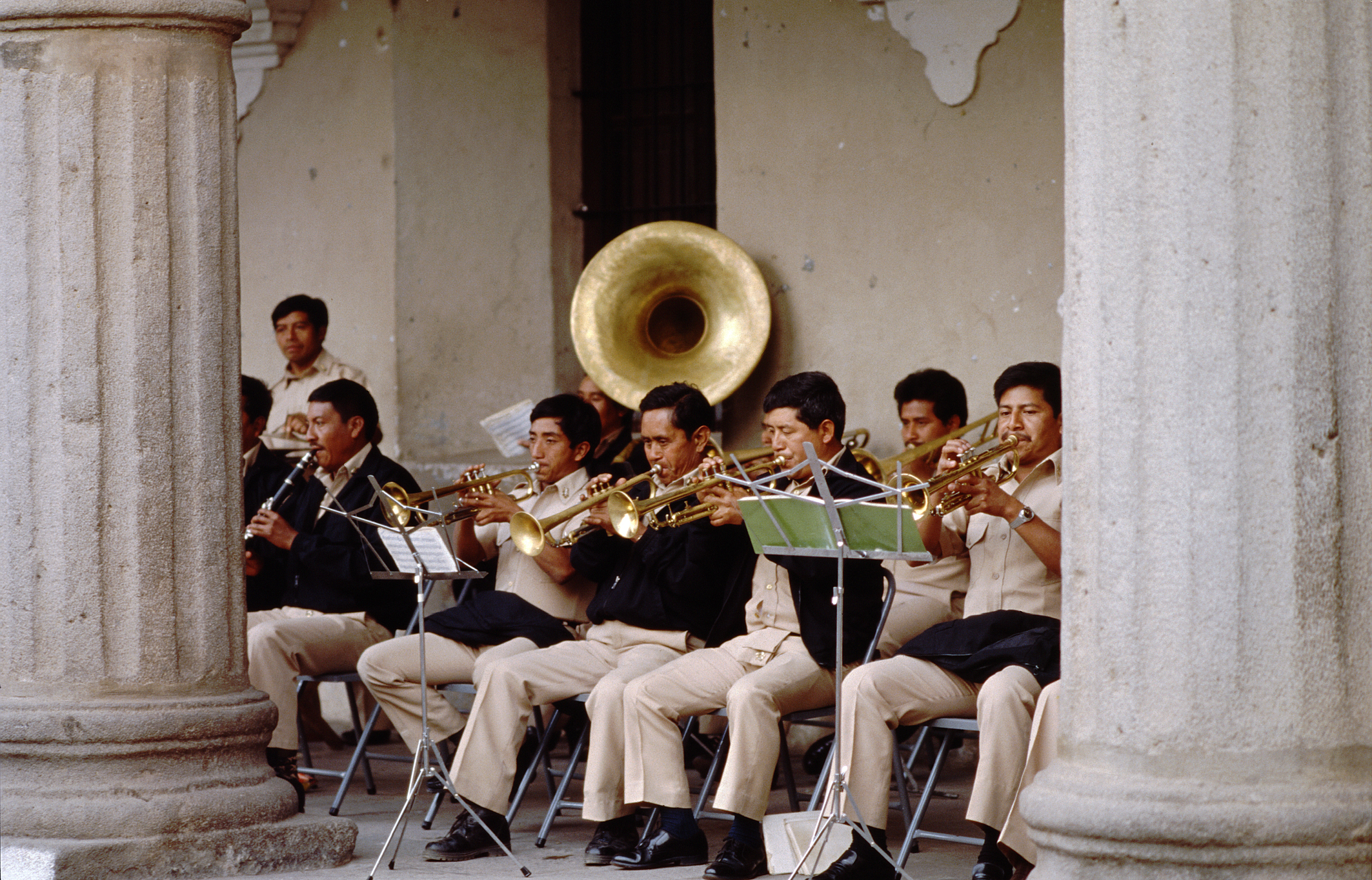
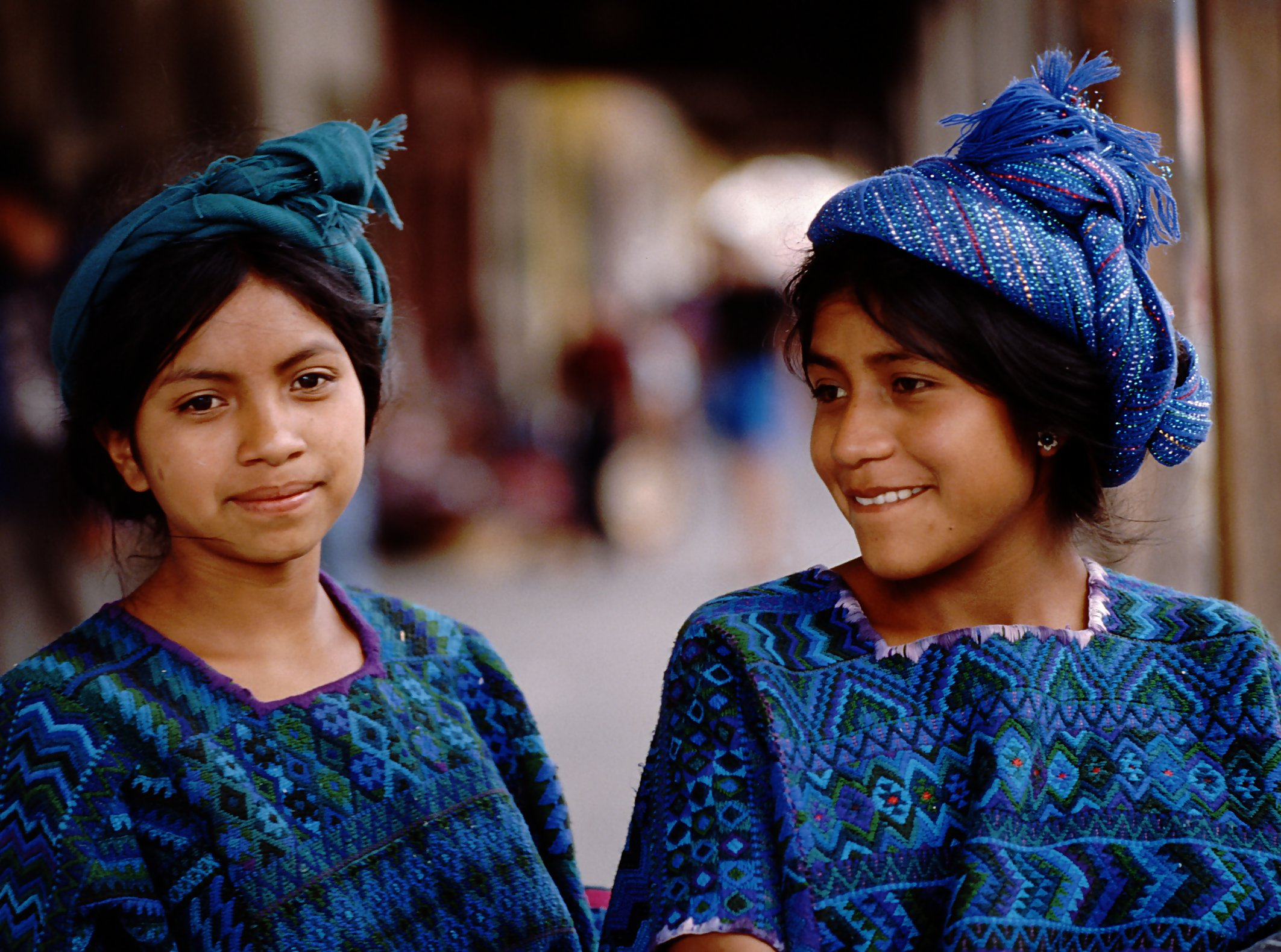

### Source
- (en) Cet article est partiellement ou en totalité issu de l’article de Wikipédia en anglais intitulé « Chichicastenango » (voir la liste des auteurs).